# 放前
放前（?—?），东汉时于阗（今新疆维吾尔自治区和田地区）王。
永建四年（129年），放前侵略拘弥国，诛杀拘弥国王兴，立自己的儿子为国王，放前派遣使者向汉朝进贡。敦煌郡太守徐由请朝廷出兵讨伐于阗。汉顺帝下诏，赦免于阗国王放前擅自诛杀拘弥国王的大罪，只令他归还拘弥国，放前不肯遵命。